# جواثا لينكس
توزيعة جواثا العربية هي توزيعة لينكس عربية مبنية على توزيعة كانوتكس (المبنية على نوبكس المبنية بدورها على دبيان).
تعمل مباشرة من القرص المدمج (كقرص مباشر)، ويمكن تثبيت النظام على القرص الصلب إذا رغب المستخدم في ذلك. تستخدم نظام حزم دبيان لإدارة الحزم.
بدأ في تطوير جواثا في يونيو 2005، كمجرد إعادة صياغة لتوزيعة كانوتكس بتعريبها وتطويعها للمستخدم العربي لتسهيل انتقاله إلى استخدام نظام لينكس، ولذلك فقد كانت مجرد تعريب لكانوتكس، لكنها حاليا تحتوي على العديد من الخصائص والإدوات الخاصة التي تسهل مهمة إدارة النظام وتلائم احتياجات المستخدم في المنطقة العربية.
موقع التوزيعة : http://www.joatha.org/help/manual/ar/welcome-ar.htm
الدعم الفني : http://www.linuxac.org/forum/forumdisplay.php?f=11